# Jahrum
Jahrum (persa: جهرم) és una ciutat de l'Iran a la província de Fars. Està a 175 km de Siraz i és capital d'un comtat. Té una població de 141.634 habitants (2016) i destacant els cultius de fruites (tarongers, llimoners i palmeres de dàtils).